# Tarhuntasz
Koordináták: é. sz. 36° 52′, ny. h. 33° 10′36.866667°N 33.166667°W
Tarhuntasz (hatti Taru, luvi Tarḫun, más forrásokban Tarḫunt, Tarḫuwant, DIŠKUR, illetve egyszerűen DU, DIM) a hettita időjárásisten, az arinnai Napistennő férje, a hatti mitológiában a főistenpár, akiktől a teljes pantheon származik (például Szarruma, Anusz és Kumarbisz, valamint Taszmiszusz és Arancahasz, a Tigris folyó istene). Leggyakoribb megnevezése a dIM, amelyet az ősi sumer 𒀭𒅎 jelekkel írtak, hettita változatban 𒀭𒅎. A dingir istenre utaló determinatívum. A sumer IM ideogram pedig „eső”, „vihar” és „zivatar” jelentésű, hettita ejtése ismeretlen. Az akkádok ugyanezzel a jellel írták a „szél” fogalmát (šāru), amely egyébként figyelemre méltóan hasonlít a šarru („király”, „uralkodó”) szóra.
Taru néven Vuruszemusz férje. A hettita kor második felében azonosult a hurri eredetű Tešub viharistennel, ezzel kiszorítva a neriki Vuruszemusz viharistennő kultuszát, akit ettől kezdve az arinnai Napistennő leányaként tiszteltek, vagy azonosítottak vele. A név figyelemre méltó hasonlóságot mutat az etruszk Tarchon isten nevével, Tarquinii (eredetileg Tarchon) város istenével. Tarhuntasz állandó címei: a hódító, Kummijasz királya, az ég királya, Hatti földjének ura. Államközi szerződésekben gyakran Szapinuva uraként is szerepel (DU URUŠapinuwa). II. Murszilisz idején a szamuhai Abara kultuszai is megjelentek tiszteletében.
Kultusza Tarhuntasszasz városához kötődik, amely település jelenleg még ismeretlen helyen feküdt, valahol Anatólia déli részén.
Ábrázolásain hármas villámként jelenik meg, emberalakban fejszét tart a kezében, amely gyakran kétfejű. Lehetséges még a buzogány is. Fején szarvas koronával jelenik meg, szent állata a bika, amely miatt Anatóliában elterjedt a szent bikák kultusza. Mítoszaiban szörnyek legyőzője, ilyen Hedammu (talán tengeri kígyó, CTH#348), valamint Illujankasz, a sárkány. Összességében mitológiája nagyon hasonló Zeuszéhoz, valószínűleg a phrüg és lüd mitológián keresztül egyenes kapcsolatban vannak.
Az i. e. 8. század végén a Bahçeköy sztélé feliratán Tarhunzasz alakban szerepel.

## Külső hivatkozások
- Hittites.info
- Encyclopedia Britannica
- Hittites/Hurrians Mythology